# Belleville (Deux-Sèvres)
Belleville ist eine Commune déléguée in der französischen Gemeinde Plaine-d’Argenson mit 154 Einwohnern (Stand: 1. Januar 2021) im Département Deux-Sèvres in der Region Nouvelle-Aquitaine. Die Einwohner werden Bellevillois genannt.
Belleville wurde am 1. Januar 2018 mit Boisserolles, Prissé-la-Charrière und Saint-Étienne-la-Cigogne zur neuen Gemeinde Plaine-d’Argenson zusammengeschlossen. Die Gemeinde Belleville gehörte zum Arrondissement Niort und zum Kanton Mignon-et-Boutonne.
Belleville liegt etwa 22 Kilometer südlich von Niort.

## Bevölkerungsentwicklung
| Jahr                      | 1962 | 1968 | 1975 | 1982 | 1990 | 1999 | 2006 | 2013 |
| Einwohner                 | 131  | 117  | 108  | 111  | 82   | 90   | 105  | 130  |
| Quelle: Cassini und INSEE |      |      |      |      |      |      |      |      |

## Sehenswürdigkeiten
- Kirche Sainte-Marie